# عملية قرنيه شمرون
كانت عملية كارني شومرون عملية تفجيرية وقعت يوم 16 فبراير 2002 في مستوطنة كارني شومرون الإسرائيلية. وقتل ثلاثة مراهقين في العملية.
أعلنت الجبهة الشعبية لتحرير فلسطين مسؤوليتها عن العملية.

## العملية
في مساء يوم السبت الموافق 16 فبراير 2002، اقترب مسلح فلسطيني كان يرتدي عبوة ناسفة تزن 25 رطل مرصعة بالمسامير مربوطة حول جسده.
فجر المسلح القنبلة عند مدخل صالة استقبال بيتزا قرابة الساعة 7:45 مساءاً. أسفر الانفجار عن مقتل ثلاثة مراهقين (فتاة عمرها 15 سنة، فتاة عمرها 16 سنة، وفتى عمره 15 سنة) وجرح 27 شخصاً، بينهم ستة في حالة حرجة. ولقي اثنين من المراهقين مصرعهم على الفور، بينما توفي الثالث بسبب جراحه في 27 فبراير.

### القتلى
- راحيل تالر، 16، من غينوت شومرون[2]
- كيرين شاتسكي، 15، من غينوت شومرون[2]
- نحميا عمار، 15، من كارني شومرون[2]

## المنفذون
تبنى مسؤولون من الجبهة الشعبية لتحرير فلسطين العملية وذكروا أن المنفذ كان صادق عاهد عبد الحافظ، وهو فلسطيني كان يبلغ من العمر 18 عاماً من بلدة قلقيلية القريبة.

## روابط خارجية
- West Bank Suicide Bombing Kills 2 Israelis and Hurts 30 - نشر في نيويورك تايمز يوم 17 فبراير 2002
- Israel hits back in West Bank - نشر في بي بي سي نيوز يوم 17 فبراير 2002